# Asociación de Fútbol Makana

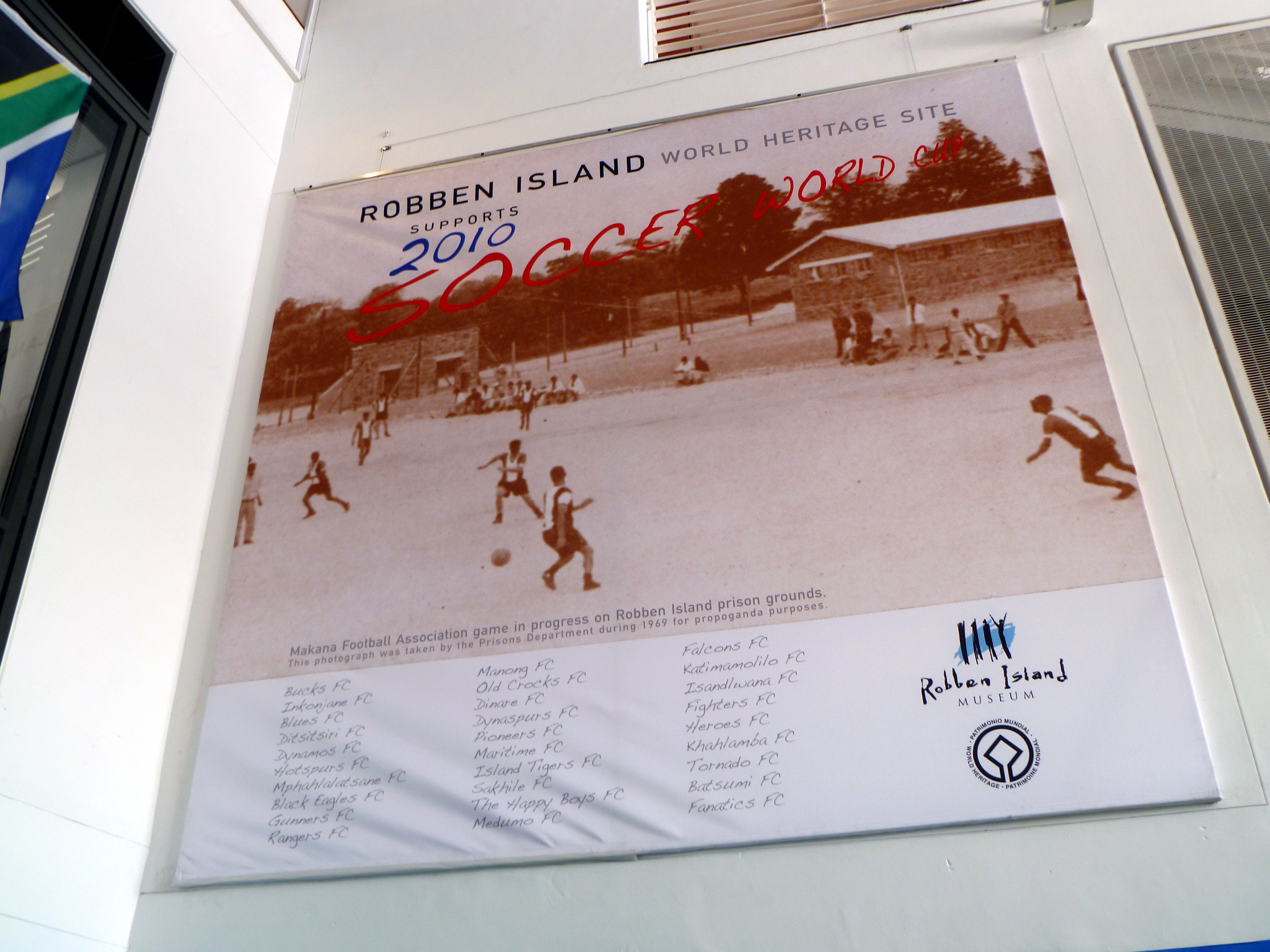
Robben Island soccer - exhibición de fútbol Ciudad del Cabo, Sudáfrica

La Makana Football Association fue una asociación deportiva formada por los presos políticos de Robben Island, durante la Sudáfrica del Apartheid. Formada en 1966, la Makana FA realizó ligas de fútbol entre los reclusos hasta 1973, manteniendo un estricto apego a las reglas del juego ya que el reglamento de la FIFA era uno de los pocos libros permitidos en la prisión. En su momento de mayor importancia llegó a contar hasta con nueve equipos de reclusos.
En el 2007 la Makana FA fue admitida como miembro honorario de la FIFA.